# Herbert Lord
Herbert Mayhew Lord, född 6 december 1859, död 2 juni 1930, var en amerikansk ämbetsman och militär. Han var federal budgetdirektör under presidenterna Warren Harding och Calvin Coolidge.

## Från hembygden till USA:s armé
Herbert Lord var född i Maine, och fick sin grundläggande utbildning där. Efter sin examen arbetade han för olika tidningar i delstater som Colorado och Tennessee efter att tidigare under sina collegestudier i Maine ha extraknäckt 
i tidningsbranschen. Han blev senare anställd som chefsbiträde för USA:s representanthus skatteutskott.
Lord inträdde in i den amerikanska krigsmakten med majors grad, och som lönemästare för frivilligrekryterna, under  spansk-amerikanska kriget. Mot slutet av kriget fick han officersfullmakt inom den reguljära armén. Under första världskriget förvaltade han Kvartermästarkårens finanser, och blev befordrad till finanschef med ansvar för tjugofyra miljarder dollar i anslag till USA:s krigsdepartement. Han tilldelades Distinguished Service Medal för sina insatser, och blev slutligen befordrad till brigadgeneral.

## Federal budgetdirektör
1922 blev Lord utsedd att efterträda den sittande federale budgetdirektören Charles Dawes. Dawes hade kungjort sin avsikt att frånträda sitt nya ämbete, vilket den sittande presidenten Warren Harding godtog. Lord accepterade presidentens anmodan, och tillträdde sitt ämbete 1 juli 1922. Han kvarstod under resten av Hardings ämbetstid som president, som avslutades med presidentens död i augusti 1923.
Herbert Lord fortsatte som budgetdirektör under Hardings efterträdare Calvin Coolidge. Presidenten och Lord samarbetade lyckosamt med att sänka de federala statsutgifterna med flera miljarder, vilket resulterade i ett budgetöverskott under Coolidges ämbetstid som president. Detta mål uppnåddes genom Lords noggranna och kreativa arbetsordning, samt hans goda öga för detaljer, för att Coolidgeadministrationens sparsamhetspolitik skulle få ett bra resultat.
När Coollidges ämbetstid som president var över 1929, lämnade Lord samtidigt sitt ämbete.